# Joe (poltrona)
Joe è una poltrona realizzata dai designer italiani Jonathan De Pas, Donato D'Urbino, Paolo Lomazzi nel 1970 e prodotta dall'azienda italiana d'arredamento Poltronova a partire dallo stesso anno. La poltrona è uno dei più rilevanti oggetti di disegno industriale degli anni settanta nonché uno dei simboli del design italiano non razionalista; è stata esposta in diversi musei dedicati all'arte e al design, fa parte della collezione permanente del Triennale Design Museum e del MoMA di New York.

## Descrizione
Si tratta di una poltrona di grandi dimensioni, che può ospitare fino a due persone. Joe ha la forma di un grande guanto da baseball e riprende il capo d'abbigliamento sportivo anche nel rivestimento in pelle dalla caratteristica colorazione marrone. Realizzata in onore di Joe DiMaggio, un famoso giocatore di baseball statunitense, con la cultura di massa statunitense questa poltrona condivide molto; ispirata da essa che nel finire degli anni sessanta aveva iniziato a invadere anche il Bel paese, la poltrona risente dell'influenza della cultura Pop Art (come ad esempio le "sculture molli" di Claes Oldenburg) e dai grandi miti americani dell'immaginario collettivo. Joe racchiude anche altri concetti legati all'ergonomia e alle forme che la costituiscono, avendo le sembianze di una grande mano trasmette le stesse sensazioni dell'organo anatomico umano, ovvero protezione ed accoglienza.

### Caratteristiche
Realizzata con una struttura interna in acciaio, è imbottita in poliuretano espanso preformato e rivestita in pelle; per le sue grandi dimensioni, e di conseguenza il suo relativo peso, la poltrona è dotata di ruote.
| larghezza         | 1750 mm |
| altezza totale    | 950 mm  |
| profondità totale | 1000 mm |